# 三色鞘花
三色鞘花（学名：Macrosolen tricolor），为桑寄生科鞘花属下的一个植物种。

## 分布

### 中国
分布于广西地区北海市与防城港市、广东地区雷州半岛、海南岛

### 东南亚
分布于越南、老挝